# Mark Landsberg

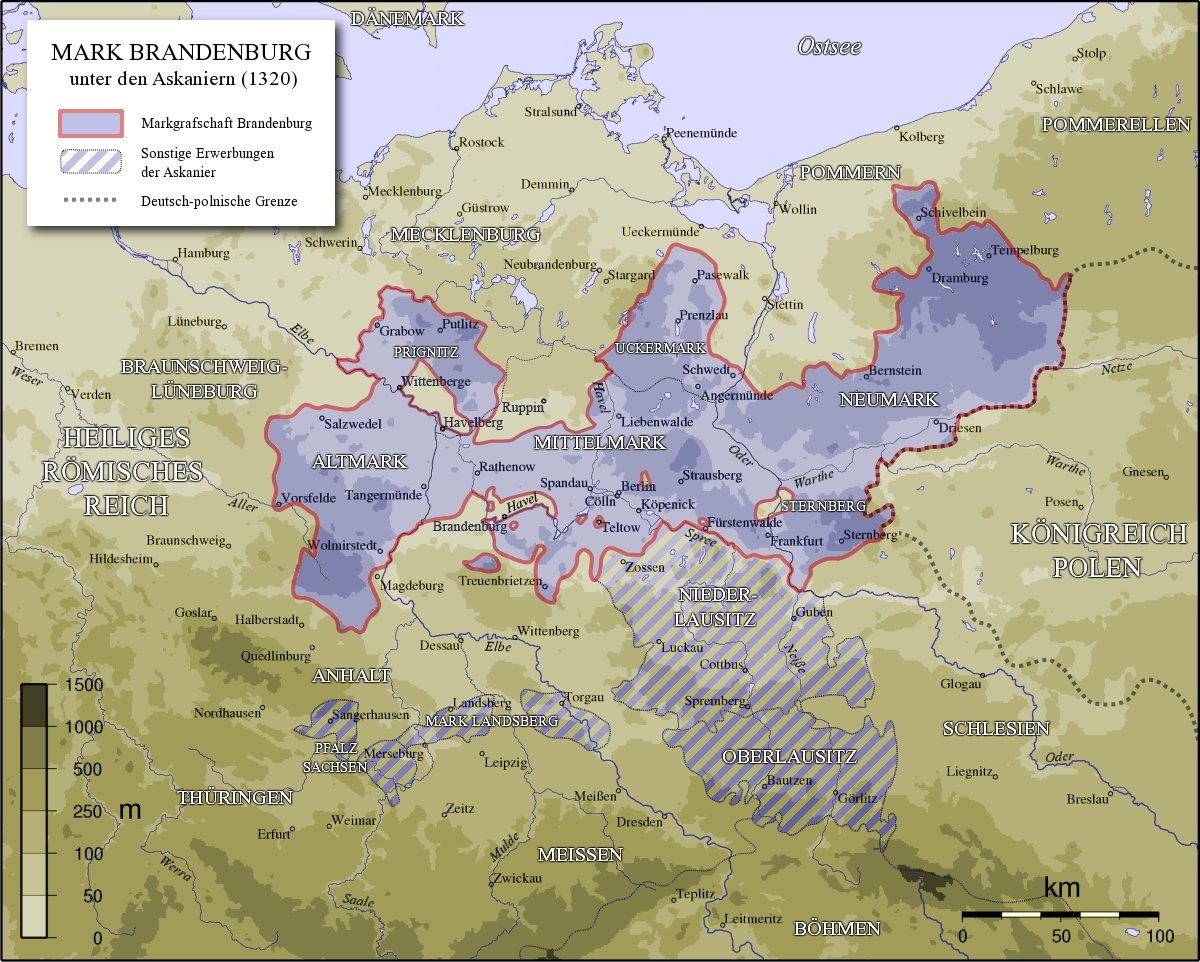
Die Mark Landsberg als südwestliche Exklave in der askanischen Herrschaft

Wappen der Mark Landsberg

Die Mark Landsberg, auch Markgrafschaft Landsberg, ging im 13. Jahrhundert durch Erbteilung aus dem westlichsten Teil der Mark Lausitz, die bis 965 ein Teil der Sächsischen Ostmark war, hervor. Sie gilt neben der Markgrafschaft Meißen als Stammland der Wettiner. Sie umfasste ein nicht genau umrissenes Gebiet zwischen unterer Saale und Elbe. Der Mittelpunkt war der weit herausragende Berg, der früher eine slawische Burganlage trug. Auf diesen Berg geht der Name der Burg und der Stadt Landsberg im heutigen Saalekreis zurück.
Nach der Teilung der wettinischen Länder durch Konrad, Markgraf von Meißen und Lausitz, 1156, begann sein Sohn Dietrich, Markgraf der Lausitz, dem dieser Teil zufiel, im Jahr 1170 mit dem Bau der Burg. Diese wurde 1174 fertiggestellt, und Dietrich führte auch den Titel eines „Markgrafen von Landsberg“, der aber kein selbständiges Staatswesen impliziert.
Erst der Meißner und Lausitzer Markgraf Heinrich der Erlauchte schuf für seinen jüngeren Sohn Dietrich im Jahr 1261, gegen bestehendes Reichsrecht, ein selbständiges Reichsterritorium Landsberg (Mark Landsberg), das auch die von diesem geförderte Stadt Leipzig umfasste. Nach dem Tod dessen Sohnes Friedrich fiel das Land an Albrecht den Entarteten. Im Jahr 1291 wurde die Mark Landsberg an die brandenburgischen Askanier verkauft, gelangte jedoch 1347 wieder an die Wettiner.
Wappen der Mark Landsberg waren die Landsberger Pfähle. Zwei blaue Pfähle auf goldenem (gelben) Grund waren seit dem Ende des 12. Jahrhunderts das Familienwappen der wettinischen Markgrafen und tauchen u. a. in den Stadtwappen von Leipzig, Chemnitz und Dresden (hier schwarz tingiert) auf.